# Sivizzo
Sivizzo è una frazione del comune italiano di Corniglio, nella provincia di Parma, in Emilia-Romagna.

## Geografia fisica
Sivizzo sorge a 822 m s.l.m su un ripiano detritico sulla sinistra orografica del torrente Bratica. Il borgo conserva un impianto urbanistico di tipo lineare, con gli antichi edifici, con ancora l'originaria muratura in pietra a vista, disposti lungo due schiere edilizie attraversate dalla strada principale, dalla quale partono numerose mulattiere.

## Storia
Il borgo, sorto in epoca alto-medievale, è povero di storia locale, in quanto sotto la giurisdizione del capoluogo.

## Monumenti e luoghi d'interesse

### Oratorio di San Rocco
L’oratorio è situato nell’estremità settentrionale del paese, collocato in posizione più bassa rispetto alla strada e addossato ad un antico palazzo detto di Maria Luigia con un ampio sottopasso ad arco composto e quattro feritoie archibugiere, che ne attestano l’antica destinazione a probabile presidio stradale della via per Monchio.
Venne eretto nel 1525 per volere della famiglia Valenti, intitolandolo a San Rocco. Nel 1785 ci fu il rifacimento del portale in pietra e una probabile risistemazione dell’intero prospetto principale che costituisce un esempio di architettura montanara settecentesca.
La facciata a capanna, in muratura di conci di pietra irregolari nel paramento murario, intonacata nelle due lesene ai lati e nel timpano, presenta in sommità un campanile a vela con monofora centrale. Il portale in arenaria dagli stipiti sagomati, datato 1785, è provvisto del portone originale ed è sormontato da una finestrella polilobata.
L’interno è caratterizzato da una configurazione planimetrica a navata unica con cupola ovale, separata da un gradino convesso dall’abside piatto con copertura a volta a crociera e lunette laterali. Sopra le porte ai fianchi dell’altare maggiore, due notevoli reliquiari a modo di urne rette dai leoni araldici dei Rossi; sull’altare in ottone dorato coppia di putti lignei; sul fondo del coro la tela del 1785 raffigura i SS. Rocco e Giacomo e la Madonna col Bimbo.